# Johann Rasch

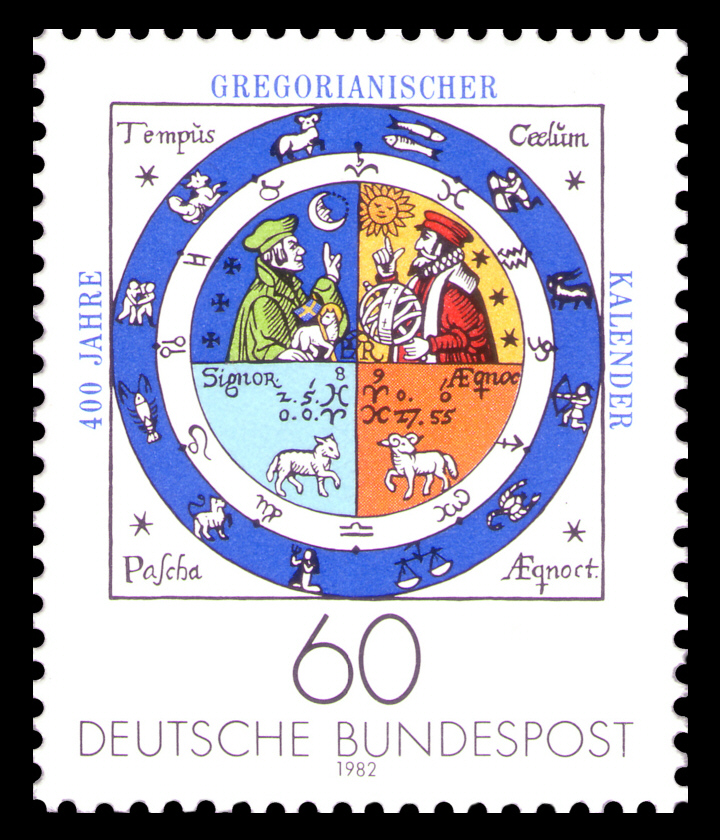
Sonderbriefmarke der Deutschen Bundespost von 1982 zum Jubiläum „400 Jahre Gregorianischer Kalender“.
Von Elisabeth von Janota-Bzowski, nach einer Darstellung von Johann Rasch gestaltet

Johann Rasch (* in oder um 1540 in Pöchlarn; † 1612 in Wien) war ein österreichischer Kleriker, Schriftsteller, Komponist, Organist, Mathematiker und Buchhändler. Er ist der Autor eines der ältesten Weinbücher in deutscher Sprache.

## Leben
1540 im niederösterreichischen Pöchlarn geboren, kam Johann Rasch als Sängerknabe in das Stift Mondsee. Dort hat er vermutlich auch eine Ausbildung an Instrumenten genossen und zu studieren begonnen. In der Zeit von 1559 bis 1560 studierte er an den Universitäten von Wittenberg und danach auch Wien. Aus dieser Zeit ist bekannt, dass er mathematische, astronomische, historische und juristische Vorlesungen besucht hat. Danach war er für kurze Zeit von 1561 bis 1563 im Stift Mondsee als Kleriker tätig. Rasch machte viele Reisen und wurde 1570 als Schulmeister und Organist im Schottenstift in Wien angestellt. Von der Stadt Wien erhielt er das Bürgerrecht und betrieb neben seinem Beruf als Organist eine Buchhandlung. Durch seine Anstellung im Schottenstift hatte er Zugang zur Stiftsbibliothek, die er für seine Studien benutzte. Er verfasste viele kulturgeschichtliche, kalenderkundliche, historische und genealogische Werke. Seine Schriften zeugen aber auch von Zeiterscheinungen, wie der Astrologie, und gelten als österreichische Dialektkunde.
Als zweifellos herausragendes Werk kann das in den Jahren 1580 und 1582 erschienene erste deutschsprachige Weinbuch Von Baw, Pfleg und Brauch des Weins gelten. Es entwickelte sich zu einem Klassiker der Weinliteratur.
Darin wird erstmals erschöpfend über die Weinbau- und Kellertechnik und die Weinverkostung Auskunft gegeben. Weiters beschreibt er auch das Bierbrauen und die Herstellung von Essig, Met und Branntwein. Auch die zu seiner Zeit beliebten aromatisierten Weine, wie Wermut, Kräuterwein und Rosmarinwein werden abgehandelt. Er baut dabei unter anderem auf Werke des römischen Schriftstellers Palladius und Arnaldus de Villanova (1240–1311) auf, aus denen er immer wieder zitiert.
Als Kleriker setzt er sich im ersten Teil des Buches mit der theologischen Bedeutung des Weins bei der Eucharistiefeier und dem Weinverbot des Islam auseinander. Die Praxis behandelt er dann im zweiten Teil. So beschreibt er beispielsweise so kuriose Dinge wie das Schönen des Weines mit warmer Kuhmilch, wie man überprüft, ob der Wein mit Wasser verdünnt wurde oder wie man aus rotem Wein weißen Wein macht.
Originale des Weinbuches befinden sich in der Staats- und Stadtbibliothek Augsburg in der Ausgabe von 1580 und in der Bayerischen Staatsbibliothek München in der Ausgabe von 1582. Dort befindet sich auch noch ein Musik-Manuskript mit deutscher Orgeltabulatur.
Der Musikwissenschaftler Othmar Wessely fasste zusammen: „Johann Rasch war eine außerordentlich vielseitig interessierte und auf dem Gebiet vorwiegend kompilatorischer Produktion hochbegabte Persönlichkeit. Im Vergleich zur literarischen Tätigkeit tritt sein musikalisches Schaffen an Bedeutung stark zurück, wennschon seine lateinische Motetten und seine Bearbeitung deutscher Kirchenlieder ihn als gewandten Komponist und Kenner auch des evangelischen Liedgutes erweisen.“
1894 wurde die Raschgasse in Wien-Hietzing ihm zu Ehren benannt. Vom Landesverband der Weinbautreibenden Niederösterreichs wird seit dem zehnjährigen Bestehen des Verbandes eine sogenannte Johann-Rasch-Plakette für besondere Verdienste um den Weinbau vergeben. Mit ihr soll das Andenken an Johann Rasch bewahrt werden.

## Johann Rasch als Kalenderkundler
In Raschs Lebenszeit fiel die Einführung des Gregorianischen Kalenders im Jahr 1582. Durch den Wegfall von 10 Tagen und die geänderte Schaltjahrregelung entstand ein Bedarf an allgemeinverständlichen Schriften zum neuen Kalender. Rasch verfasste zu diesem Thema mehrere Werke, die sich u. a. Bauernregeln, Lostagen und dem Osterzyklus widmeten, als erstes Ein new alljähriger Calender im Jahr 1584. Von ihm erschienen auch Schriften zum Kalender mit Weissagungen und astrologischem Inhalt.

## Schriften

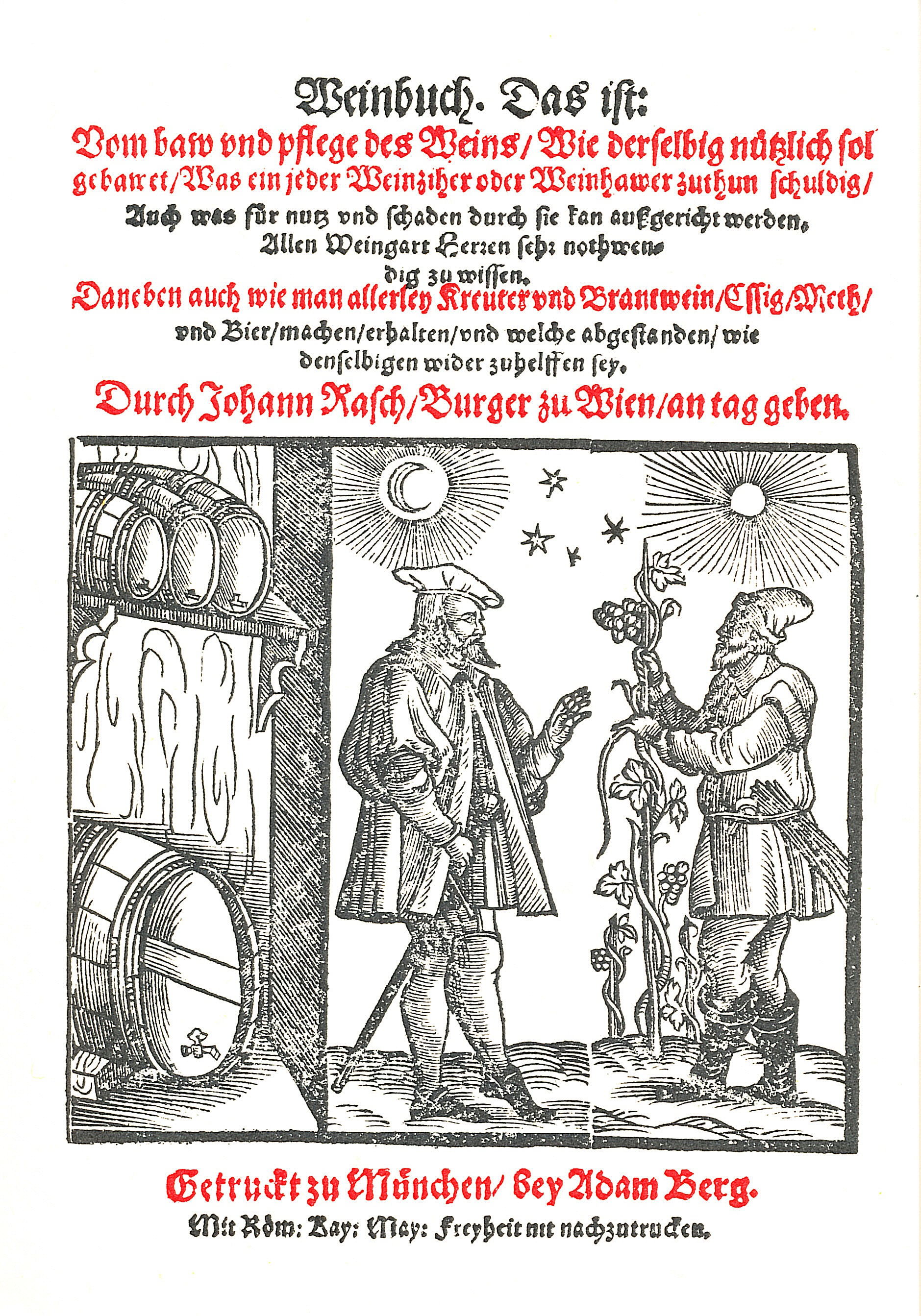
Titelseite des „Weinbuchs“ von Johann Rasch, Nachdruck der Ausgabe um 1580, Renate Schoene - Gesellschaft für Geschichte des Weines

- mit Siegmund Feyerabend: Biblische Figuren des Neüwen Testaments gar künstlich gerissen. 1562.
- Nininiter Klag. 1578.
- Weinbuch. Von Baw, Pfleg und Brauch des Weins. Allen Weinbaw Herren, Weinhändlern, Wierthen vnd Weinschencken sehr notwendig zu wissen ... 1580 und 1582.
  - Johann Rasch: Das Weinbuch. Nachdruck der Ausgabe um 1580. Mit einem Nachwort von Renate Schoene. Harenberg, Dortmund (= Die bibliophilen Taschenbücher. Band 263).
- Fasten Reim. 1583.
- Calendarium Romanum Aethnicae Vetustatis. 1584.
- Ein new alljähriger Calender. 1584.
- Gegenpractic Wider etliche außgangen Weissag Prognostic vnd Schrifften sonderlich des Misocaci vber das 84. vnd 88. Jare von vntergang hohes Geschlachts änderung der Reich vnd Religion Newem Calender Letzten Zeit Antichrist vnd End der Welt. 1584.
- Fasten Lob. 1588 (Digitalisat).
- Practica, wider etliche weissagungen vnd Prognostica, sonderlich des Misocaci, vom Antichrist, letzter Zeit, vnd end der Welt, von vndergang hohes Geschlechts, von änderung der Reiche vnd Religion, ein vrtheil vnd allgemainer bericht, auß den zufällen des 6. 7. vnd 88. Wunderschaltjars. 1586.
- Practica auff das großwunder Schaltjar 1588. 1588.
- Neu Kalendar. 1590.
- New Loßtäg. 1590.
- mit Johannes Rassio: Genesis Austriaca. um 1594.

## Kompositionen

### Drucke
Alle erschienen 1572 in München bei Ad. Berg.
- Salve regina zu sechs Stimmen
- Cantiunculae pascales zu vier Stimmen
- Quatuor vocum cantica quaedam ecclesiastica de Nativitate Salvatoris nostri Jesu Christi zu vier Stimmen
- In monte olivarum zu vier Stimmen

### Manuskript
- Manuscript Nr. 1640, 135 (Codex des 16. und 17. Jahrhunderts mit deutscher Orgeltabulatur) in der Staatsbibliothek in München.